# Neues Rathaus Stettin
Das Neue Rathaus Stettin (polnisch Czerwony Ratusz) befindet sich in der Stettiner Neustadt.

## Geschichte
Der Bau wurde notwendig, weil das alte Rathaus am Heumarkt die gewachsene Verwaltung nicht mehr beherbergen konnte. Die Grundsteinlegung für das Gebäude fand am 2. November 1875 statt, obwohl der Bau des Rathauses bereits 1856 vom Stadtrat genehmigt worden war. Die Bauarbeiten unter dem Stettiner Baurat Konrad Kruhl wurden am 10. Januar 1879 abgeschlossen.

## Baubeschreibung
Der Bau ist zeittypisch als neugotischer Backsteinbau errichtet, malerisch an einer Böschung gelegen. Der Bau hat einen rechteckigen Grundriss mit zwei Risaliten an der Ecke jeder Fassade und einem Mittelrisalit an der Westseite und ist mit zahlreichen Pinakeln bekrönt. Friese und Akanthen an den Fassaden sind typisch für die Bauzeit. Allegorische Skulpturen im Hauptportal, die Industrie, Ackerbau, Schifffahrtskunde und Wissenschaft symbolisieren, stehen wie Kirchenfiguren in Pfeilernischen.
Eine Treppenanlage um das Rathaus herum verbindet den Viktoriaplatz (plac Stefana Batorego) vorne mit dem Platz an der Grünen Schanze (plac Ratuszowy). Rückwärtig führen zwei Freitreppen zur Rückfront des Rathauses, die eindrucksvoller gestaltet ist als die Vorderfront. Zwischen den Treppen befindet sich der Eingang zum Gewölbekeller des Rathauses.

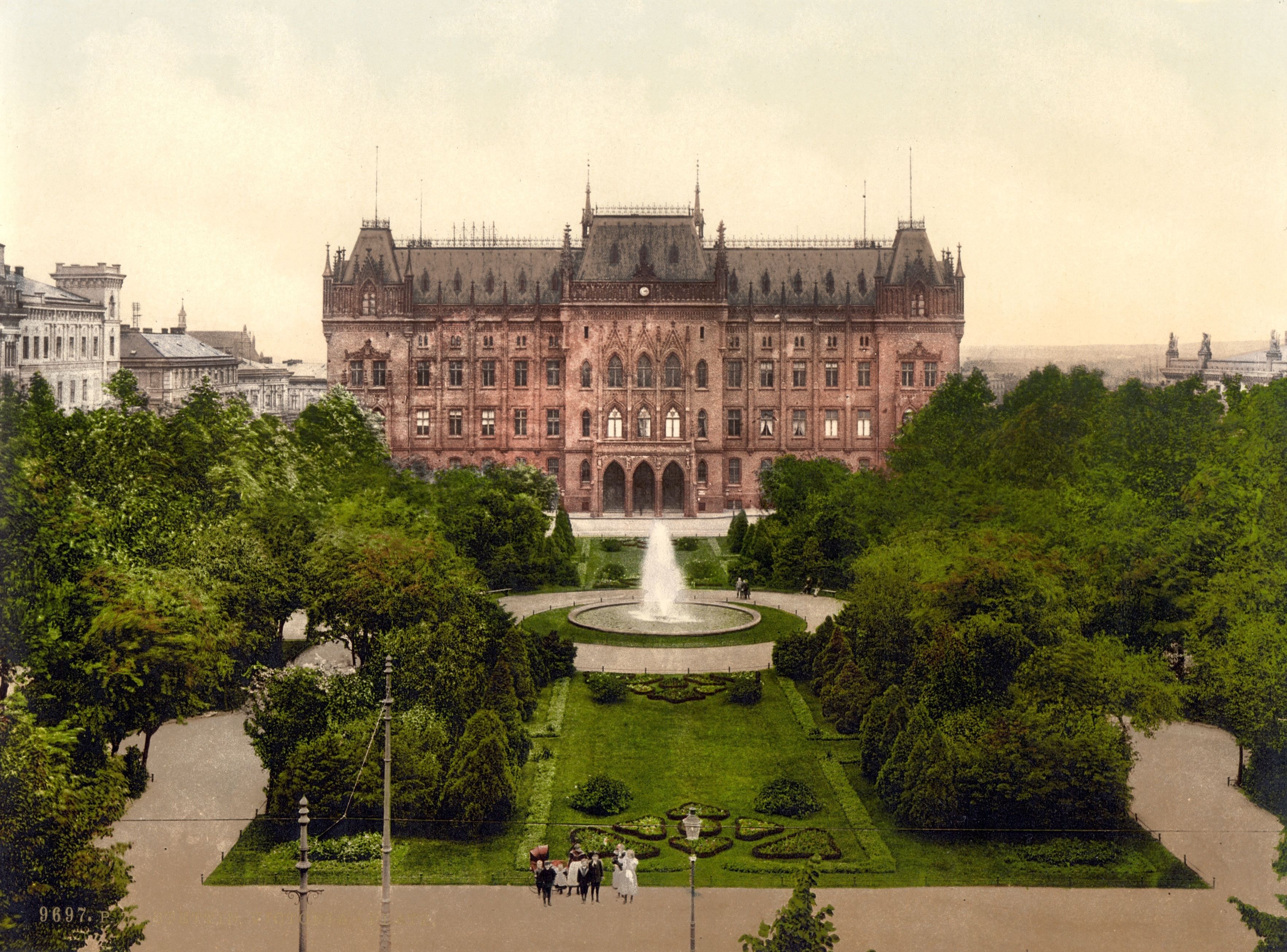
Fotografie vom Ende des 19. Jahrhunderts
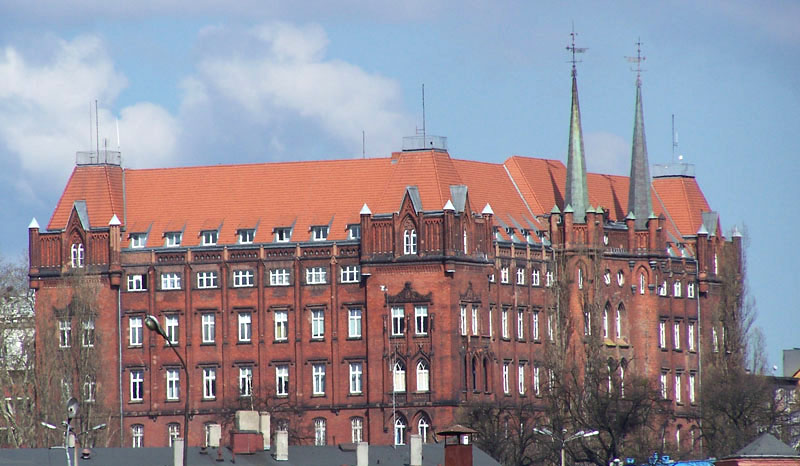
Blick auf das Rathaus von der Südseite
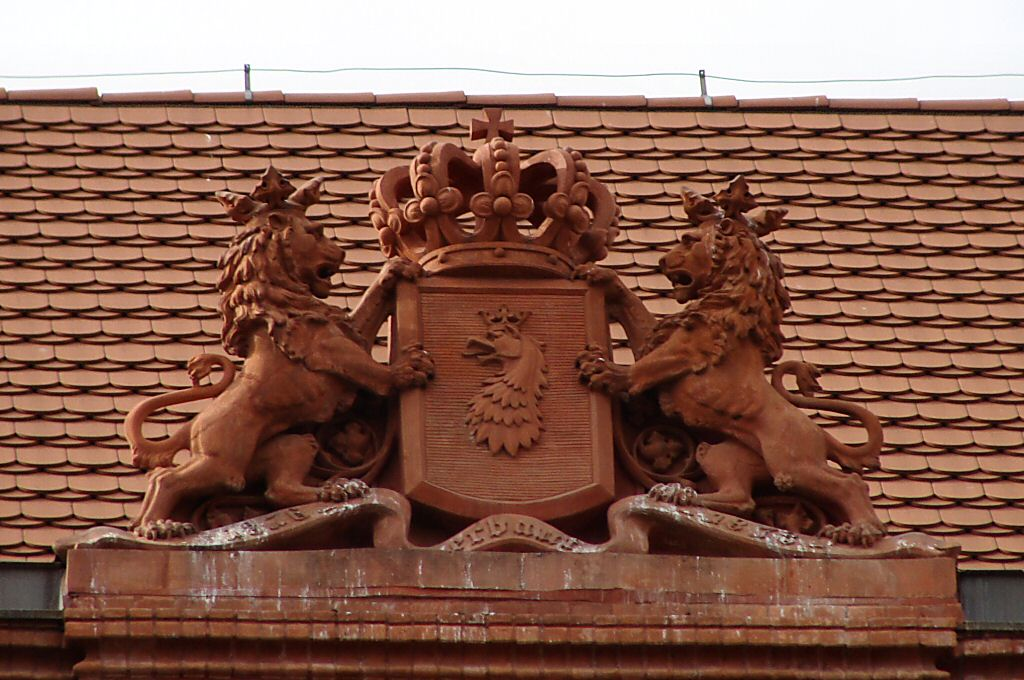
Stadtwappen an der Ostfassade
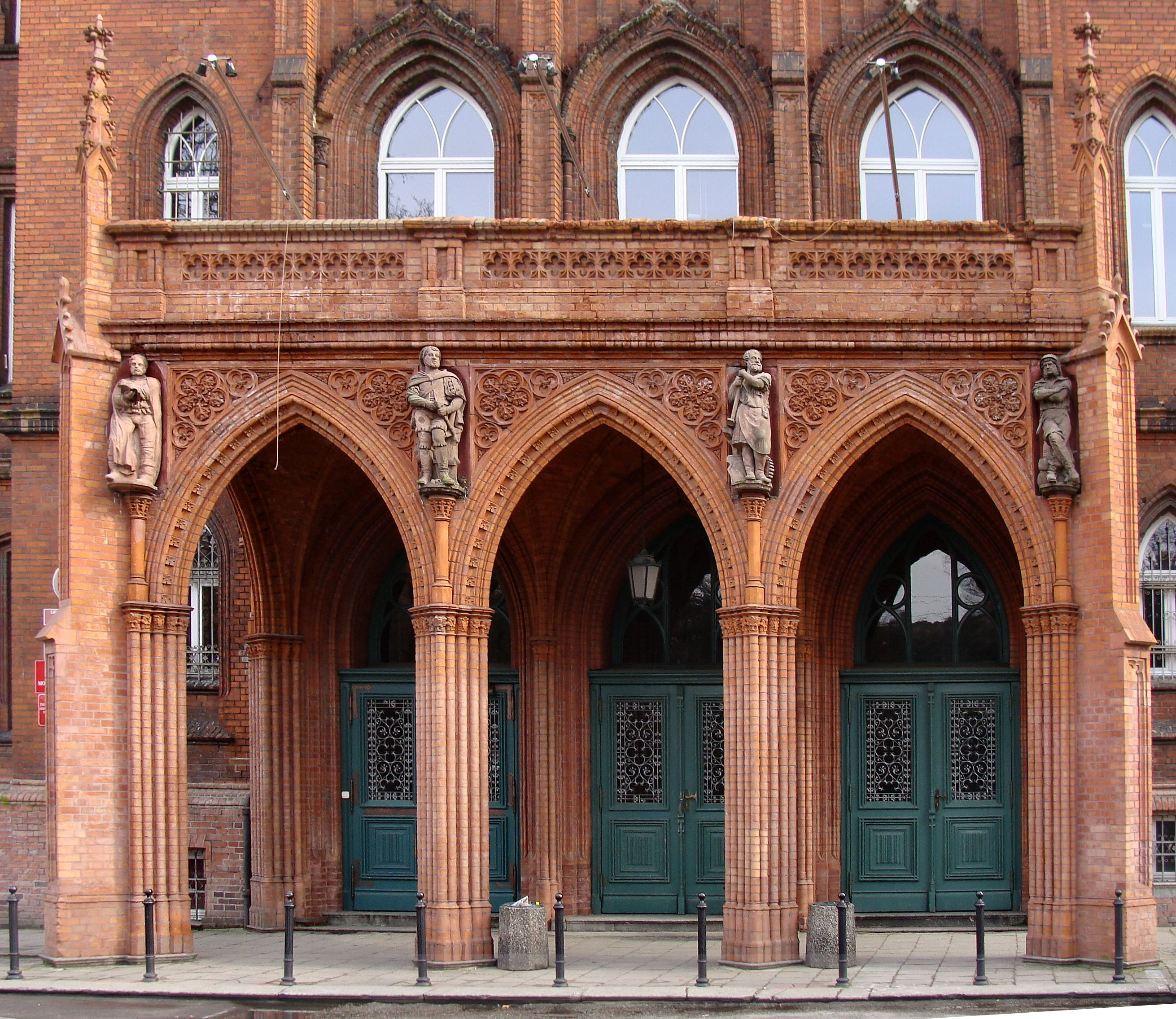
Eingang zum Rathaus von Westen
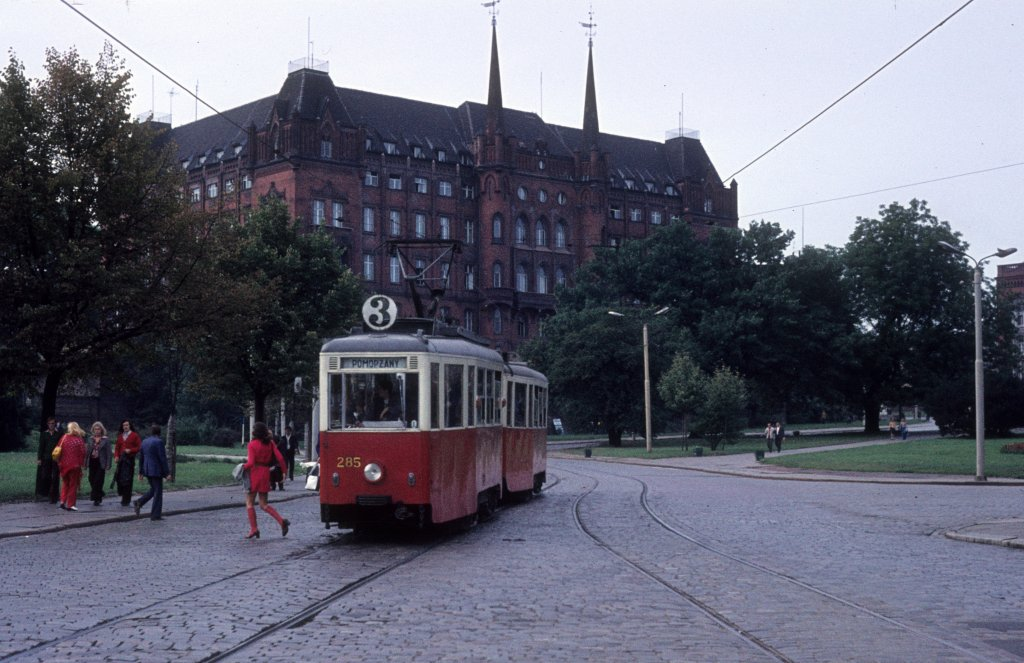
Rathaus 1975